# Idioma seki
El seki, también llamado baseke, sheke o sekiana, es un idioma indígena de Guinea Ecuatorial y Gabón. Es hablado en las aldeas de Djengue, Ngonamanga y Viadibe del municipio de Río Campo y de Bata septentrional, a lo largo de la costa, pero sus hablantes nativos han comenzado a abandonar la lengua en favor del español, el fang, y el kombe.